# Парламентарни избори у Краљевини Србији 19. маја 1903.
Парламентарни избори у Краљевини Србији су одржани 19. маја 1903. Посланици изабрани на овим изборима никад се нису састали због Мајског преврата, после кога је сазвана скупштина посланика изабраних по претходним изборима.

## Изборне радње
Влада генерала Цинцармарковића расписала је изборе за 19. мај 1903. Влада је припремила једну споразумну изборну листу, на којој су кандидовани чланови свих дотадашњих странака, али само они који су важили као „умерени". Независни либерали истакли су своје засебне листе у појединим окрузима, a листе је истакла и Радикална странка заједно са напредњацима који су према влади генерала Цинцармарковића били у опозицији. Владине листе добиле су 182.538 гласова, што значи и већину мандата; радикали и напредњаци добили су 134.400 гласова, a независни либерали имали су 1322 гласа.
До састанка ове Народне скупштине није дошло, јер је пре њеног првог састанка једна група завереника продрла 29. маја 1903. y двор и лишила живота Краља Александра и Краљицу Драгу — чиме је нестало законитих потомака династије Обреновића која је 45 година владала Србијом.
Још у току ноћи образована је Влада Краљевине Србије на челу са председником Јованом Авакумовићем. Ta влада узела је сву власт у своје руке и сазвала старо Народно представништво са задатком да се измени Устав и изабере новог Краља. Од часа образовања те владе почиње нов период политичке историје Србије, y коме је наступила и нова ера парламентарне праксе.